# E3 Saxo Classic 2025
67. ročník jednodenního cyklistického závodu E3 Saxo Classic se konal 28. března 2025 v Belgii. Vítězem se stal Nizozemec Mathieu van der Poel z týmu Alpecin–Deceuninck. Na druhém a třetím místě se umístili Dán Mads Pedersen (Lidl–Trek) a Ital Filippo Ganna (Ineos Grenadiers).

## Týmy
Závodu se zúčastnilo všech 18 UCI WorldTeamů a 7 UCI ProTeamů.
UCI WorldTeamy
- Alpecin–Deceuninck
- Arkéa–B&B Hotels
- Cofidis
- Decathlon–AG2R La Mondiale
- EF Education–EasyPost
- Groupama–FDJ
- Ineos Grenadiers
- Intermarché–Wanty
- Lidl–Trek
- Movistar Team
- Red Bull–Bora–Hansgrohe
- Soudal–Quick-Step
- Team Bahrain Victorious
- Team Jayco–AlUla
- Team Picnic PostNL
- UAE Team Emirates XRG
- Visma–Lease a Bike
- XDS Astana Team

UCI ProTeamy
- Israel–Premier Tech
- Lotto
- Q36.5 Pro Cycling Team
- Team Flanders–Baloise
- Team TotalEnergies
- Tudor Pro Cycling Team

## Výsledky
| Pořadí | Jezdec                     | Tým                    | Čas        |
| ------ | -------------------------- | ---------------------- | ---------- |
| 1      | Mathieu van der Poel (NED) | Alpecin–Deceuninck     | 4h 38' 11" |
| 2      | Mads Pedersen (DEN)        | Lidl–Trek              | + 1' 05"   |
| 3      | Filippo Ganna (ITA)        | Ineos Grenadiers       | + 2' 04"   |
| 4      | Casper Pedersen (DEN)      | Soudal–Quick-Step      | + 2' 33"   |
| 5      | Jasper Stuyven (BEL)       | Lidl–Trek              | + 2' 33"   |
| 6      | Stefan Küng (SUI)          | Groupama–FDJ           | + 2' 33"   |
| 7      | Aimé De Gendt (BEL)        | Cofidis                | + 2' 33"   |
| 8      | Tim Wellens (BEL)          | UAE Team Emirates XRG  | + 2' 35"   |
| 9      | Matteo Jorgenson (USA)     | Visma–Lease a Bike     | + 2' 38"   |
| 10     | Mike Teunissen (NED)       | Quick-Step–Alpha Vinyl | + 2' 43"   |